# Boixcar
Guillermo Sánchez Boix, que firmaba como Boixcar, fue un historietista y dibujante español (Barcelona, 1917 - 1964), que logró la popularidad con la serie de historietas Hazañas Bélicas.

## Biografía
Guillermo Sánchez Boix luchó en el bando republicano durante la guerra civil española. Cuando terminó, fue recluido en un campo de concentración en la Francia ocupada.
De vuelta en España, Boixcar probó con diversos oficios para poder subsistir hasta que con 26 años comenzó su carrera profesional como dibujante en la editorial Marco. Terminó primero la adaptación de Los vampiros del aire en 1942 y realizó luego series propias como El Murciélago (1943), El Caballero Negro (1943), El Puma (1946) y Orlán, el Invencible (1947).
En 1948 lo contrató la editorial Toray para que realizase más seriales. El más popular de todos fue Hazañas bélicas que escribió y dibujó en solitario durante años (primera serie 1948, segunda serie 1950) hasta que la editorial lanzó la colección Hazañas bélicas Extra en la que colaboraron nuevos dibujantes y guionistas. Con un marcado carácter moral, típico de las historietas de su época, las Hazañas bélicas son una serie de historias ambientadas en la Segunda Guerra Mundial y la guerra de Corea dibujadas con una generosa utilización de las tramas y un detallismo extremo con la ambientación y documentación. 
Entre el resto de series que creó para Toray, destacan además El mundo futuro (1955), de ciencia ficción, y Ocurrió una vez (1958). Tras ellas, Boixcar empezó a trabajar para el mercado británico y colaboró con José Llobera y Román Oltra en Dibujo de historietas (1963). Boixcar murió en 1964 con solo 46 años.

## Obra
| Años      | Título                              | Guionista       | Tipo   | Publicación       |
| --------- | ----------------------------------- | --------------- | ------ | ----------------- |
| 1942      | Los vampiros del aire n.º 13        | Canellas Casals | Serial | Marco             |
| 1943      | El Murciélago                       | Boixcar         | Serial | Marco             |
| 1944      | La Isla del Tesoro                  |                 | Serie  | El Correo Catalán |
| 1945      | El Caballero Negro                  | Boixcar         | Serial | Marco             |
| 1946      | El Puma                             | Boixcar         | Serial | Marco             |
| 1947      | Orlán, el Invencible                | Boixcar         | Serial | Marco             |
| 1948      | La vuelta al mundo de dos muchachos | Boixcar         | Serial | Toray             |
| 1948-1949 | Hazañas Bélicas (1.ª época)         | Boixcar         | Serial | Toray             |
| 1949      | Flecha Negra                        | Boixcar         | Serial | Toray             |
| 1949      | El Hijo del Diablo de los Mares     | J.B. Artés      | Serial | Toray             |
| 1950-1955 | Hazañas Bélicas (2.ª época)         | Boixcar         | Serial | Toray             |
| 1955      | El mundo futuro                     | Boixcar         | Serial | Toray             |
| 1957      | Ocurrió una vez                     | Boixcar         | Serial | Toray             |
| 1958      | Conquistadores del espacio          | Boixcar         | Serie  | 3 amigos          |
| 1961      | Sutilezas                           |                 | Serial | S.A.D.E.          |

## Valoración
Se le han criticado ciertas limitaciones en el dominio de la figura humana, de tal forma que "sus rostros son inexpresivos e iguales, sus movimientos estáticos, poco convincentes".